# Orvieto
Orvieto je historické město v italském regionu Umbrie, asi 100 km severně od Říma a asi 140 km JJV od Florencie. Leží na plochém temeni velkého bloku sopečného tufu. V okolí se pěstuje vynikající víno.

## Administrativní členění
Do katastru města patří patnáct obcí a městských částí: Allerona, Bagnoregio (VT), Baschi, Bolsena (VT), Castel Giorgio, Castel Viscardo, Castiglione in Teverina (VT), Civitella d'Agliano (VT), Ficulle, Lubriano (VT), Montecchio, Porano, San Venanzo a Todi (PG).

## Historie
Orvieto (z latinského Urbs vetus, Staré město) bylo založeno Etrusky na tufovém skalisku nad údolím řeky Paglia. Koncem starověku bylo nazýváno Urbibentum nebo Urbs vetus - Staré město. Ve 3. století př. n. l. je dobyli Římané. Po pádu Římské říše je dočasně ovládli Gótové a Langobardi,  v 6. století byl založen kostel sv. Ondřeje, v 10. století se stalo samosprávným městem, v 11. století byla založena katedrála. Později se Orvieto stalo součástí papežského státu, od roku 1860 patřilo ke sjednocené Itálii.
Ve 13. století mělo Orvieto až 30 tisíc obyvatel. Stalo se baštou guelfů, proto zde čas od času našli útočiště papežové. Například v letech 1262-1264 zde žil papež Urban IV., roku 1527 se sem po vyrabování Říma německými lancknechty uchýlil Klement VII.
Roku 1236 zřídil papež Řehoř XI. v Orvietu studium generale, dnes součást univerzity v Perugii. V letech 1261-1265 zde učil Tomáš Akvinský a napsal zde Summa contra gentiles a Catena aurea.
Roku 1263 vstoupilo Orvieto do liturgických dějin v souvislosti s eucharistickým zázrakem českého kněze Petra při mši svaté v Bolseně. Tato událost byla počátkem slavnosti Těla a krve páně a liturgických průvodů Corpus Christi

## Doprava
Orvieto leží jednak na sekundární železnici Řím – Florencie, dále je napojeno také na vysokorychlostní trať téže trasy. Zároveň leží u dálnice A1 mezi Římem a Florencií.
Od prosince 2016 je obsluhováno také přímým nočním spojem Rakouských spolkových drah Mnichov / Vídeň - Řím.
Městskou dopravu zajišťují lměstské a příměstské inkové autobusy a lanovka, vedoucí od železničního nádraží do historického centra města.

## Pamětihodnosti
- Katedrála Nanebevzetí Panny Marie, jedna z nejkrásnějších staveb italské gotiky. Založena roku 1290 na paměť tzv. bolsenského zázraku, dostavěna kolem 1347, je postavena ze střídavých vrstev travertinu a basaltu. Na neobyčejně bohaté fasádě je mozaika od A. Orcagni, ve výzdobě pokračovali renesanční sochaři Federighi, Sanmicheli a Scagna až do 16. století. Uvnitř jsou fresky Fra Angelica, Lucy Signorelliho a dalších. Od roku 1986 je sídlem spojené římskokatolické diecéze Orvieto-Todi.
- Chiesa di San Giovenale (Kostel sv. Juvenala z Narni), založen roku 1004, románská a gotická stavba s množstvím fresek ze 13.–15. století, raně křesťanské reliéfní desky hlavního oltáře a lektoria, románská křtitelnice.
- Papežský palác ze 13. století - jižně při katedrále, sídlí v něm dvě muzea
  - Museo archaeologico  - významná regionální sbírka etruských a středověkých památek
  - Museo dell’Opera del Duomo vystavuje nejcennější obrazy, sochy a preciosa z dómu, např. plastiky Andrey Pisana
- Palazzo del Capitano del popolo   (palác Kapitána lidu sloužil jako sídlo voleného zástupce šlechtických rodů, opozice starosty v městské radě), románsko-gotická stavba, založená roku 1280 a  postavená ze sopečného tufu, schodiště a cimbuří v průčelí dostavěno kolem roku 1400 (raně renesanční cimbuří s vlaštovčími ocasy); multikulturní zařízení
- Pevnost Albornoz - opevněné sídlo kardinála Egidia Albornoze,  založené na skále roku 1364, později vojenská pevnost, dochována vstupní brána a část hradby po obvodu, městský park
- Piazza della Repubblica - původně městské tržiště s renesančním sloupovým portikem tržnice, radnicí a kostelem sv. Ondřeje;
  - Palazzo comunale - románsko-gotická stavba radnice s gotickými arkádami, architekt Michele Sanmicheli, průčelí obnovil Ippolito Scalza, kolem 1600
  - kostel Sant´Andrea - trojlodní  bazilika, založená na základech raně křesťanského chrámu ze 6. století a obytného domu Etrusků z lávového kamene, základy odkryté v letech 1960-1969 jsou přístupné v podzemí; současná horní stavba z let 1260-1264 byla připojena k dvanáctiboké věži z 11. století, částečně dochované gotické a renesanční fresky, raně gotická kazatelna s mozaikovými obkladem;
- kostel San Domenico (založen roku 1233), jeden z prvních chrámů tohoto řádu, v sousedním klášteře dominikánů  (za války vybombardovaném a nahrazeném novostavbou kasáren) sídlilo studium generale (první univerzita, na níž přednášel Tomáš Akvinský); v kostele dochovaný  figurální náhrobek kardinála de Braye vytesal Arnolfo di Cambio (1282) - vzorem pro raně renesanční náhrobky
- Kostel sv. Bernardina ze Sieny s klášterem klarisek, barokní stavba na oválném půdorysu,  soška zázračného Jezulátka s královskou korunou, údajně ze 17. století
- Institut San Lodovico, dříve Klášter s kostelem sv. Ludvíka je barokní stavební komplex, nyní slouží jako dívčí škola, hotel a společenské  centrum;
- Torre del Moro, Věž Maurů  (16. století) - hranolová čtyřboká věž, výška: 47 m, bicí věžní hodiny se dvěma zvony a figurou zvoníka ze 14. století.
- Pozzo di San Patrizio - studna sv. Patrika z let 1527-1537, 61 m hluboká, opatřená dvojitým točitým schodištěm, aby nosiči (nebo muly) mohli nepřetržitě chodit dolů pro vodu.
- Etruská nekropole Crocifisso del Tufo- nekropole se stovkou kamenných komorových hrobek, z větší části dochovaných ve zdivu a bez dveří, zbytky etruského chrámu.
- Etruské muzeum Claudio Faina - na náměstí naproti katedrále,  sbírky etruského a římského uměleckého řemesla, hlavně keramiky a kamenné plastiky, také šperky, obrazy z 18.-19. století

## Víno Orvieto
Orvieto patří mezi nejznámější bílá vína na světě. Vinná réva se pěstuje na pomezí 2 italských regionů Lazio a Umbrie. Od roku 1971 drží chráněné označení DOC. Historie vína i města ale sahá až 3 000 let zpátky a patří tak i k nejstarším vinařským městům na světě.

## Galerie

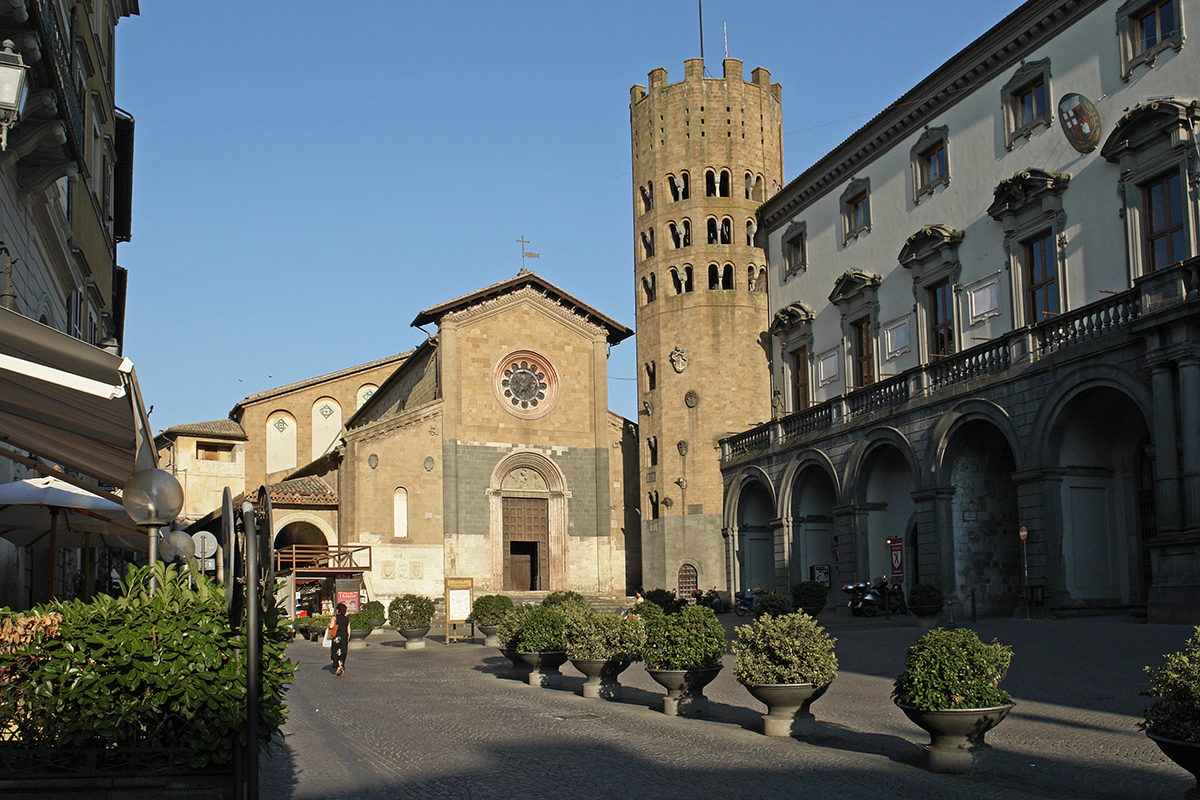
Piazza della Repubblica s kostelem Sant´Andrea a radnicí (vpravo)
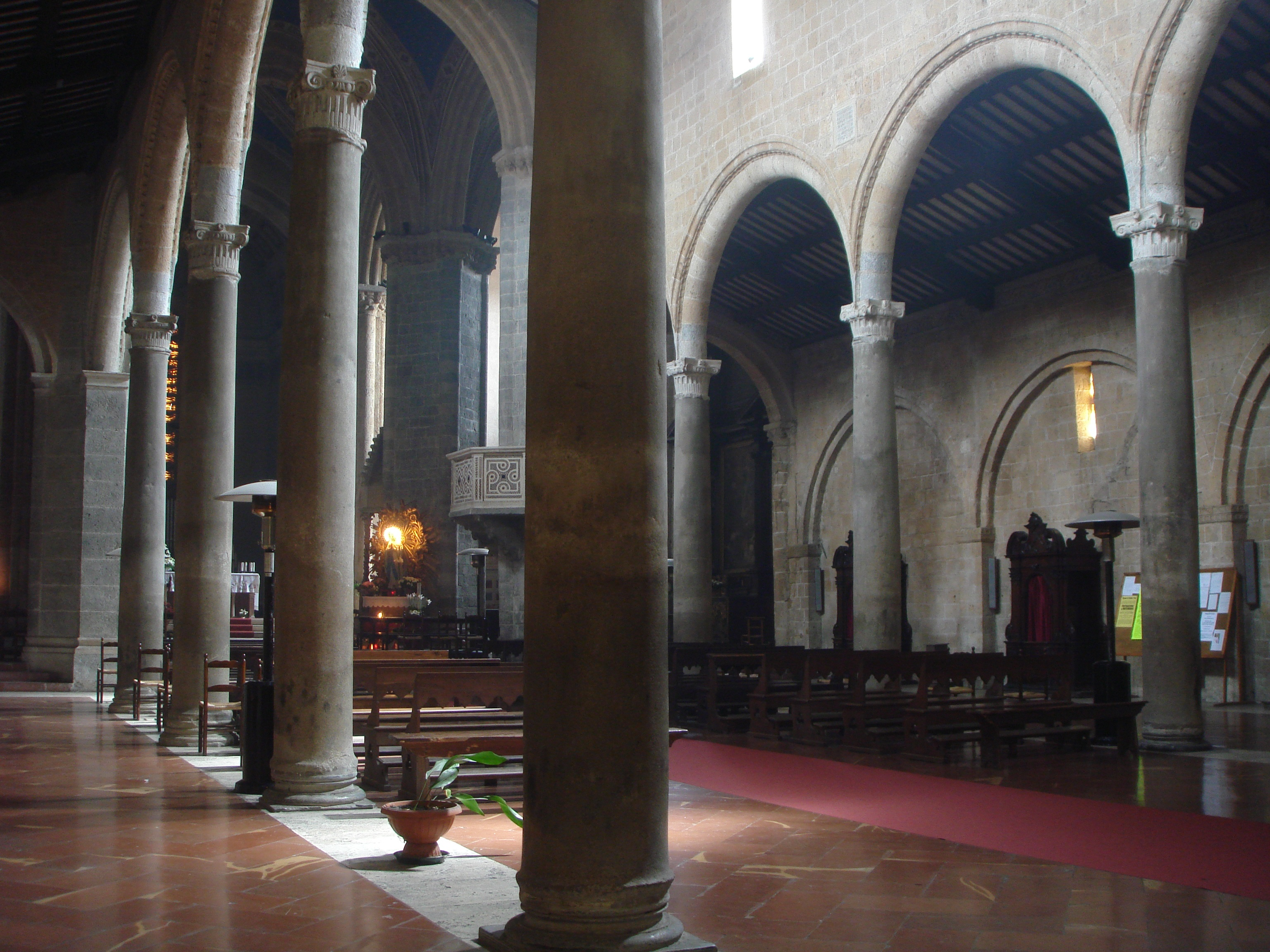
Sant´Andrea, interiér
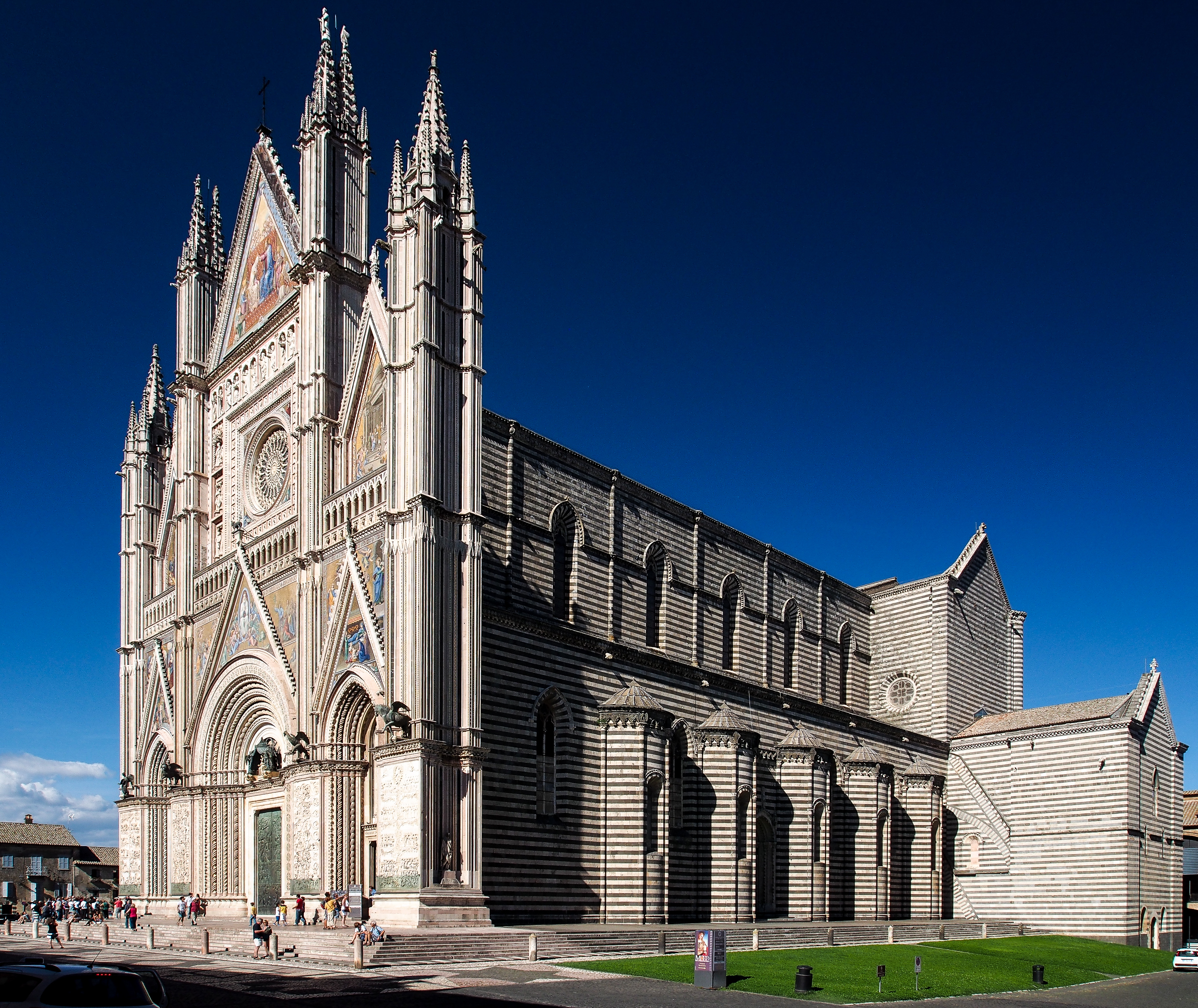
Dóm, celkový pohled
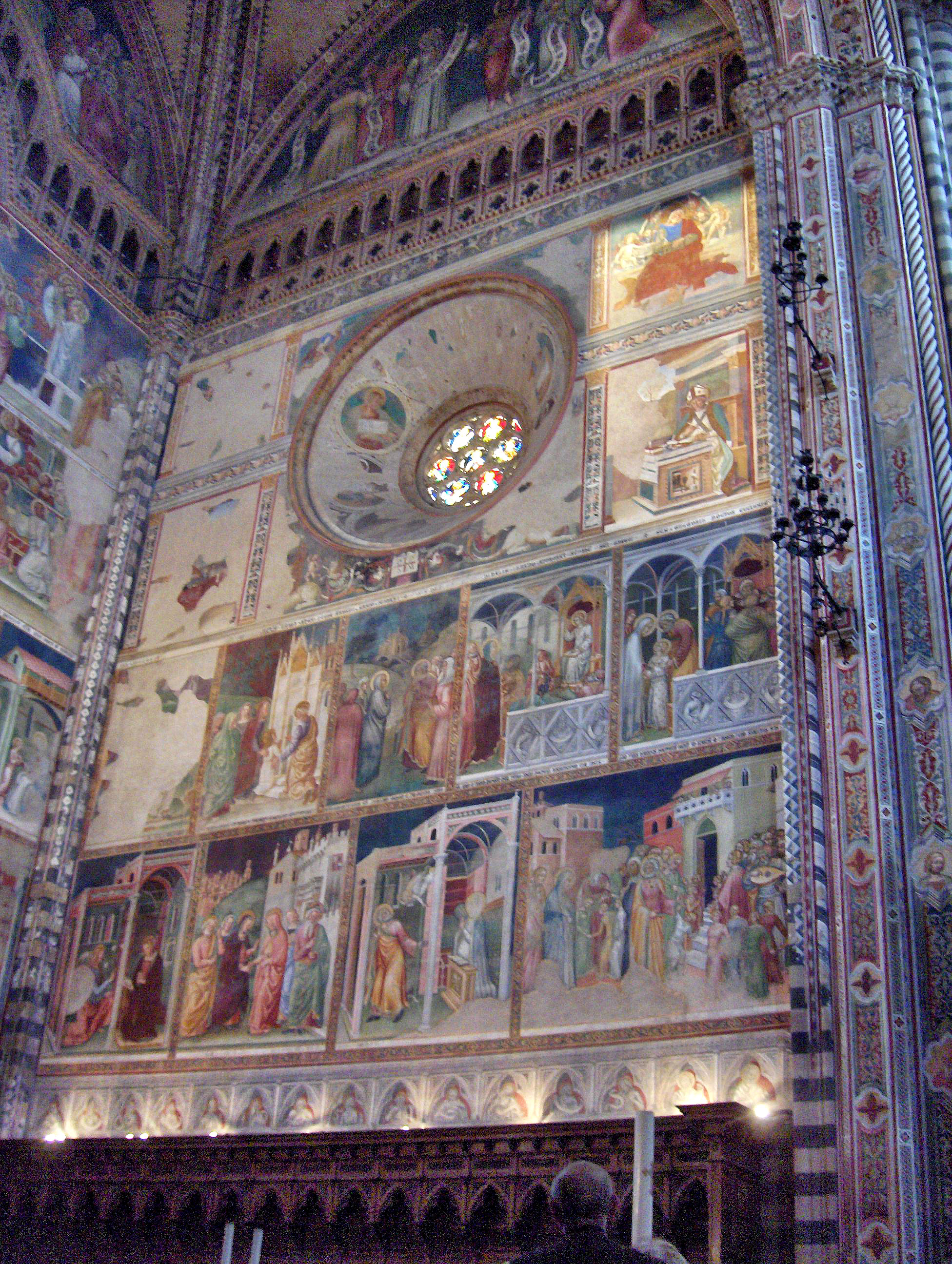
Fresky v příční lodi
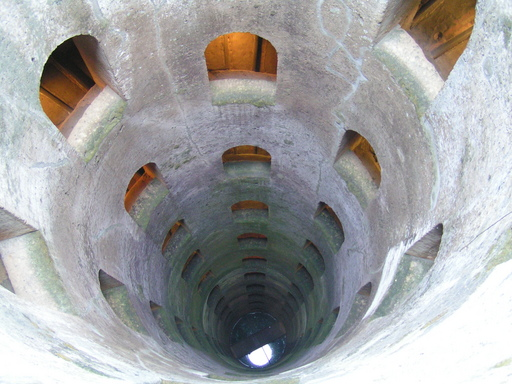
Studna sv. Patrika
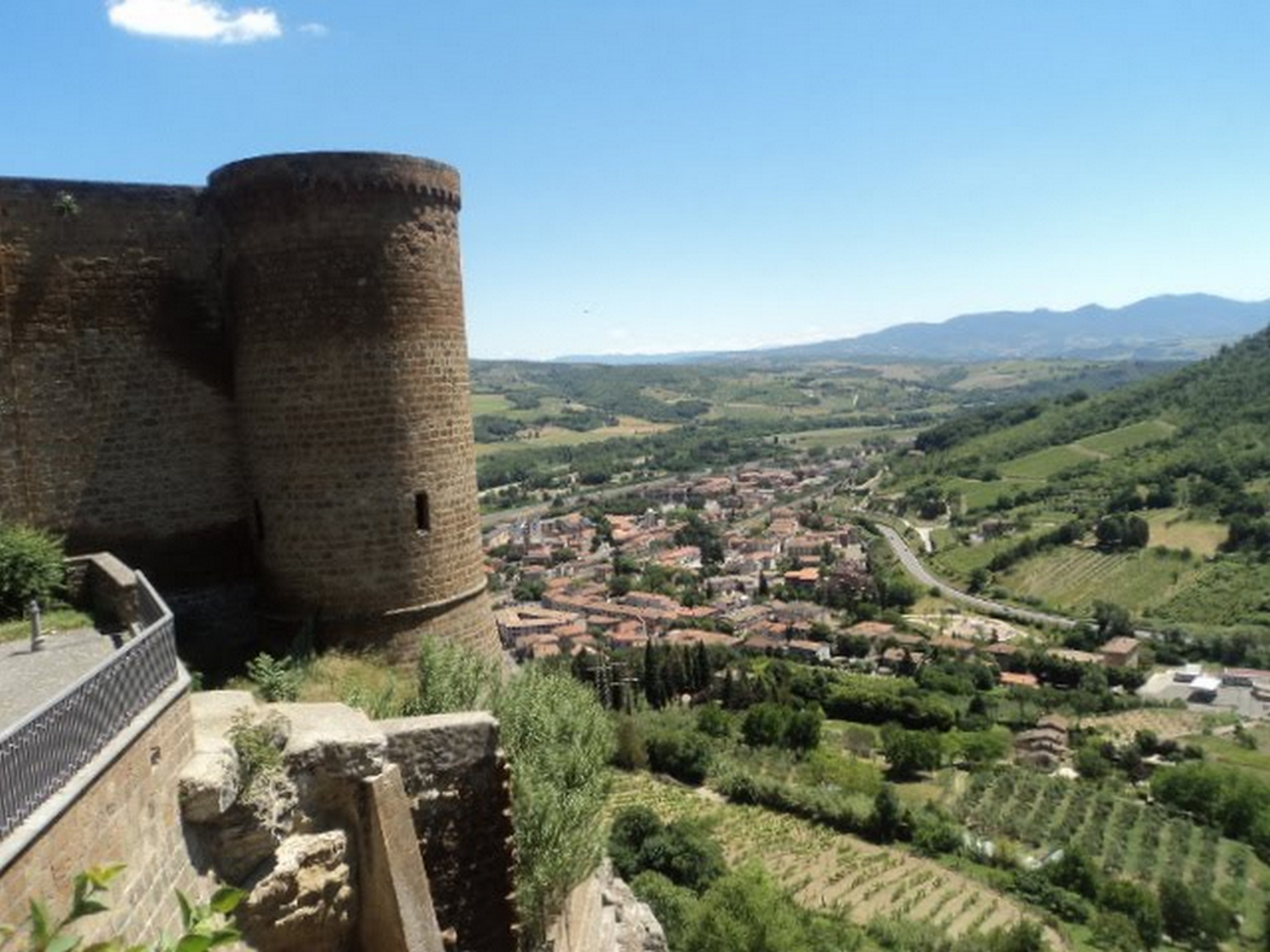
Hrad Albornoz
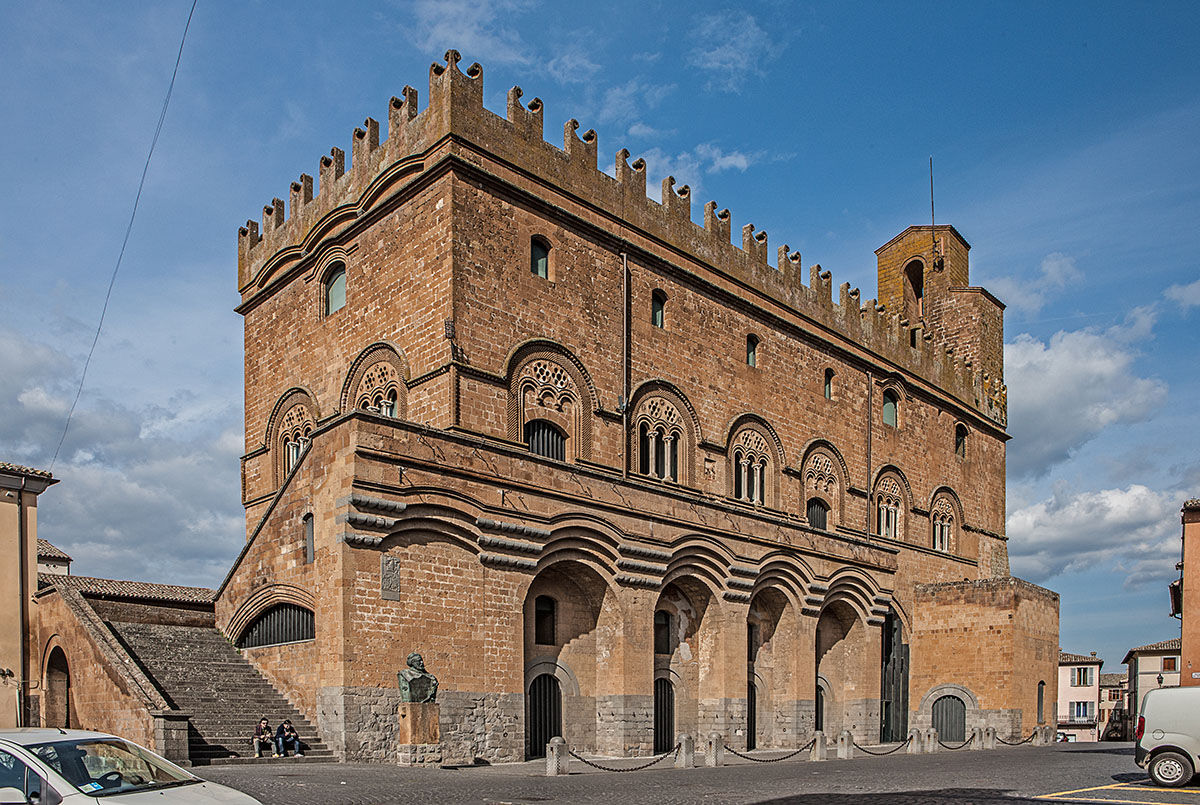
Palác kapitána lidu
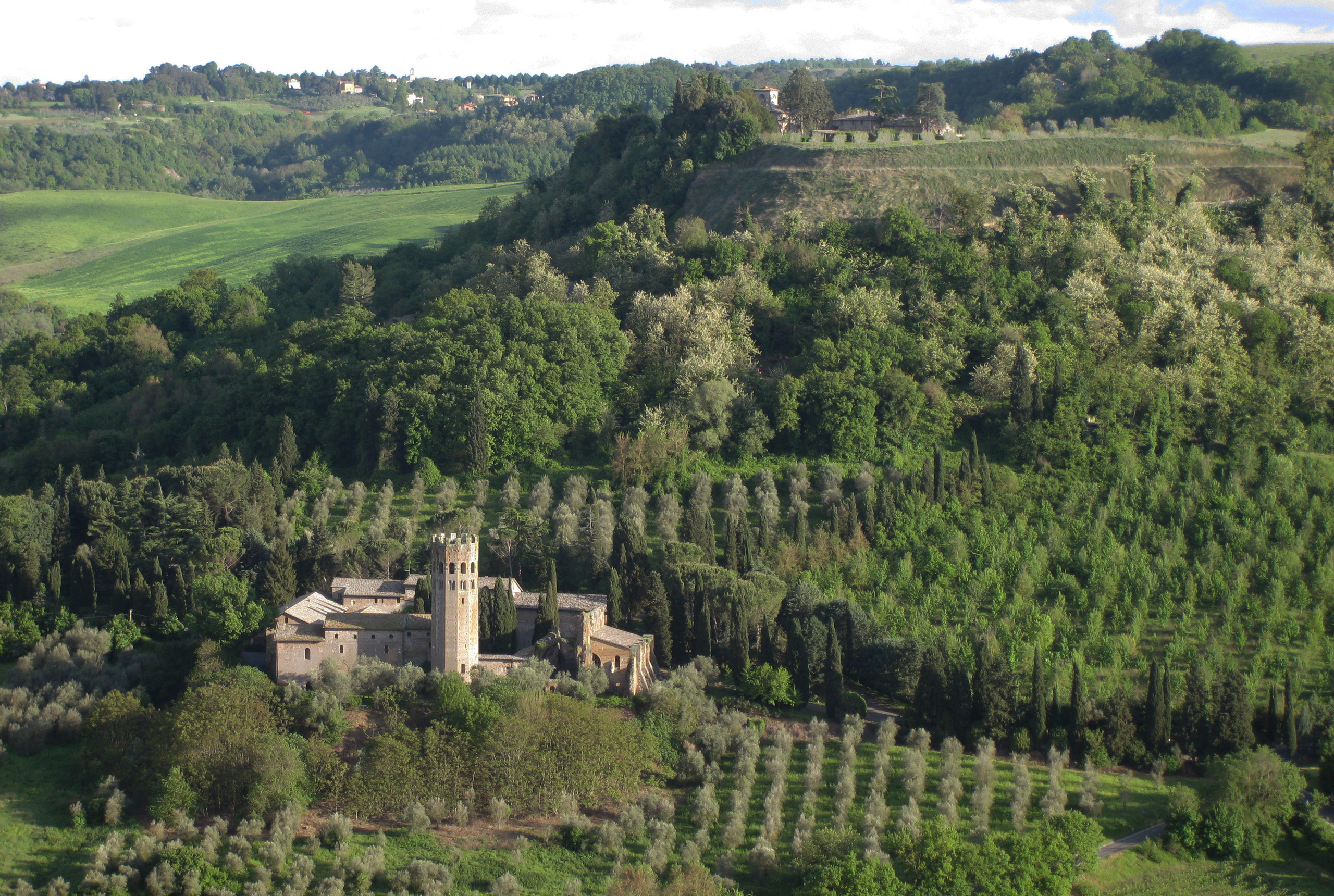
Klášter u Orvieta